# Hans Koch (historyk)
Hans Koch (ur. 7 lipca 1894 we Lwowie, zm. 9 kwietnia 1959 w Monachium) – niemiecki teolog i historyk niemieckiego nurtu Ostforschung, oficer Abwehry.

## Życiorys
Ukończył ukraińskie gimnazjum akademickie we Lwowie. W czasie I wojny światowej służył w Legionie Ukraińskich Strzelców Siczowych, w czasie wojny polsko-ukraińskiej był oficerem Ukraińskiej Armii Halickiej. Następnie działał w sztabie URL Symona Petlury, między innymi jako oficer łącznikowy z Armią Ochotniczą.
Po zakończeniu wojny podjął studia filozoficzne i teologiczne w Wiedniu. Ukończył je w 1924, w 1927 uzyskał tytuł doktora filozofii i doktora teologii.
Od 1929 był privatdozentem, w 1934 został profesorem Uniwersytetu Albrechta w Królewcu, a od 1937 profesorem Śląskiego Uniwersytetu Fryderyka Wilhelma w Breslau i dyrektorem jego Instytutu Wschodnioeuropejskiego.
Po wybuchu II wojny światowej został zmobilizowany do Wehrmachtu jako kapitan (Hauptmann) rezerwy, z przydziałem do Abt. II Abwehry (sabotaż i zadania specjalne) w Oberkommando der Wehrmacht. Zajmował się kontaktami z Organizacją Ukraińskich Nacjonalistów. W latach 1939–1941 przebywał w Krakowie i Lwowie, gdzie był przewodniczącym niemiecko-sowieckiej komisji repatriacyjnej. Przy pomocy wystawionych przez niego fałszywych dokumentów Volksdeutschów, udało się wyjechać na teren okupacji niemieckiej kilkuset ukraińskim działaczom politycznym z terenów znajdujących się po agresji ZSRR na Polskę pod okupacją sowiecką.
W Krakowie siedziba wywiadu, w której rezydował, znajdowała się przy ulicy Zielonej 26 (obecnie Bogusławskiego) – nazywano ją Kochstelle.
Od 1941 był oficerem łącznikowym Ministerstwa Rzeszy do spraw Okupowanych Terytoriów Wschodnich przy Grupie Armii Południe (Heeresgruppe Süd) Wehrmachtu.
Po wojnie, w latach 1952–1959, był pierwszym dyrektorem Instytutu Europy Wschodniej w Monachium. Od 1954 równocześnie dyrektor w Wyższej Szkoły Nauk Politycznych przy Uniwersytecie Technicznym w Monachium.